# Los Elegantes
Los Elegantes fue un grupo madrileño de rock de los años ochenta. Se formaron en 1979, cultivando un sonido y estética basada en el movimiento Mod.

## Historia
En 1979 formaron el grupo el cantante Juan Ignacio de Miguel, apodado "el Chicarrón", y los guitarristas Juanma del Olmo (procedente, al igual que "el Chicarrón", de Los Zombies) y Emilio López. Gracias a la ayuda de Javier Teixidor, guitarrista del grupo de rock Mermelada, grabaron su primera maqueta, con los temas "Nada" y "No charles más". Ambos temas se incluyeron en el tercer volumen del recopilatorio Viva el rollo de Chapa Discos, subsello de la compañía Zafiro, y fueron también editados en un sencillo independiente, el primero del grupo, en 1980. Ese mismo año se incorporaron a la banda el bajista José Luis de la Peña (ex Glutamato Ye-Yé) y el batería Carlos Hens.
El repertorio del grupo ya desde sus inicios mostraba un claro interés por el rock, el rhythm and blues y el revival mod de los setenta. Sus conciertos se hicieron famosos, no solo por la gran calidad de la banda, sino por las batallas campales que con frecuencia tenían lugar entre los asistentes, como ocurrió en el Colegio Mayor San Juan Evangelista de Madrid. Uno de sus temas más conocidos de esa época lleva el revelador título de "Toma anfetas", versión de "Too Much Pressure" de The Selecter.
En 1982 grabaron su segundo single para el sello Record Runner, conteniendo los temas "Me debo marchar" y "Este es mi tiempo". "Me debo marchar" se convirtió en seguida en una especie de himno para los Mods españoles. Sin embargo, poco después "El Chicarrón" deja la banda, por motivos de trabajo, y es sustituido como cantante por Emilio López. Convertidos en cuarteto, en 1983 editaron un maxisencillo en el sello independiente Rara Avis, que contenía tres canciones: "La calle del ritmo", "Cristina" y "Estoy fuera de sitio". En este momento aparece Rafael Abitbol, locutor de Radio España Onda 2 (Radio España) y se hace protector productor del grupo.
Al año siguiente graban su primer disco, "¡Ponte ya a bailar!", producido por su mentor Rafa Abitbol, para el sello Zafiro. Destacando la canción "Mangas cortas (zoot Suit) ", una adaptación de los Who (cuando todavía se llamaban High Numbers) que se editó en versión maxi-single destinada a las pistas de baile. Esta maniobra tuvo éxito y logró que el grupo se diera a conocer a un público más amplio, convirtiéndose en una de las revelaciones musicales de la época.
El segundo disco de la banda, "Paso a paso" (1985), también producido por Abitbol y editado por Zafiro. Destacando las versiones "Soy tremendo" de Rocky Roberts y la adaptación "Luisa se va" (Loui Loui) de The Kingsmen, así como grandes canciones propias, como "Dos años atrás", "Dispararé" o "Chicas y dinero". Tras este disco, vino su ruptura con Rafael Abitbol y buscan un sonido más orientado al "nuevo rock americano". 
Su tercer disco, "Los gatos de mi barrio" (1987) fue producido por el músico estadounidense Elliott Murphy y grabado en los estudios Ibiza Sound (Ibiza). Destacando temas como "Sin ti", "Guitarras son cuchillas" o "Tocando blues". 
El cuarto disco, "Perder o ganar" (1989) producido por saxofonista Andreas Priwitz fue el último con el sello zafiro y destacan canciones como "Regreso a mi dulce hotel", "Viento de invierno", "Perder o ganar" o "Los buenos tiempos donde están". 
En 1990 tras finalizar el contrato con Zafiro, fichan por el sello DRO, para el que grabaron un álbum doble en directo "En el corazón de la resaca" (1990), con la mítica sala Jácara (Madrid) abarrotada y con Julio Ruíz (Rne3) como maestro de ceremonia. A rebufo del éxito de este, Zafiro (su anterior compañía) decide editar una antigua grabación de 1985. Bajo el nombre de "Los Elegantes en directo" (1990), que incluye los temas más significativos de sus dos primeros discos y una brillante versión de "Knocking on heavens door" de Bob Dylan.
En su siguiente disco, A fuego lento (1991) producido por Eugenio Muñoz, el bajista José Luis de la Peña es sustituido por Amando Cifuentes (ex-Desperados). Destacando temas como "Adiós al verano", "El jugador", "el sol a tu espalda" o "A fuego lento".
En 1993 se produce el abandono de "Juanma del Olmo" y aunque el grupo nunca anunció oficialmente su disolución, el resto de integrantes decidieron no continuar con el proyecto, dejando la puerta abierta a una posible reunión en el futuro que sus fieles seguidores esperan desde entonces.

## Discografía

### Lps
- Ponte ya a bailar! (Zafiro, 1984).
- Paso a paso (Zafiro, 1985).
- Los gatos de mi barrio (Zafiro, 1987).
- Perder o ganar (Zafiro, 1989).
- En el corazón de la resaca, doble en directo (DRO, 1990).
- En directo (Zafiro, 1990).
- A fuego lento (DRO, 1991).

### Recopilatorios
- Disparos de emoción (BMG, 2001).
- Lo mejor de la Edad de Oro del pop español (BMG, 2001).

### Singles
- No charles más/Nada (Chapa Disco, 1980).
- Me debo marchar/ Este es mi tiempo (Road Runner, 1982).
- Calle del ritmo/Cristina/Estoy fuera de sitio. Maxi-single (Rara Avis, 1983).
- Mangas cortas/Tiempo perdido (Zafiro, 1984).
- Cerca de ti/No importa donde (Zafiro, 1984).
- Apunten y fuego (Zafiro, 1984).
- Soy tremendo (Zafiro, 1985).
- Chicas y dinero (Zafiro, 1985).
- Dos años atrás (Zafiro, 1985).
- Luisa se va (Zafiro, 1985).
- Un día más (Zafiro, 1986).
- Tocando blues (1987).
- Sin ti (Zafiro, 1987).
- Perder o ganar (Zafiro, 1987).
- Los buenos tiempos donde están (Zafiro, 1987).
- Déjame entrar (Zafiro, 1987).
- Sin ti/En la calle del ritmo. En directo (Dro, 1990).
- Déjame entrar. En directo (Dro, 1990).
- Apunten y fuego. En directo (Dro, 1990).
- Dos años atrás. En directo (Dro, 1991).
- Adiós al verano (Dro, 1991).
- No soy tan duro (Dro, 1991).
- El sol a tu espalda  (Dro, 1991).
- El jugador (Dro, 1991).